# 3434 Герлес
3434 Герлес (3434 Hurless) — астероїд головного поясу, відкритий 2 листопада 1981 року.
Тіссеранів параметр щодо Юпітера — 3,355.